# 득꺼현
득꺼현(베트남어: Huyện Đức Cơ / 縣德基)은 베트남 중부 고원 지방 잘라이성의 현이다.

## 행정 구역
득꺼현은 1시진, 7사를 관할하고 있다.

### 시진
- 쯔띠 시진 (Thị trấn Chư Ty, 諸絲市鎭)

### 사
- 이어진 사 (Xã Ia Din, 亞印社)
- 이어적 사 (Xã Ia Dơk)
- 이어좀 사 (Xã Ia Dom, 亞容社)
- 이어끌라 사 (Xã Ia Kla)
- 이어끄렐 사 (Xã Ia Krêl)
- 이어끄리엉 사 (Xã Ia Kriêng)
- 이어랑 사 (Xã Ia Lang, 亞朗社)
- 이어난 사 (Xã Ia Nan, 亞南社)
- 이어쁘논 사 (Xã Ia Pnôn)